# Schneidladung

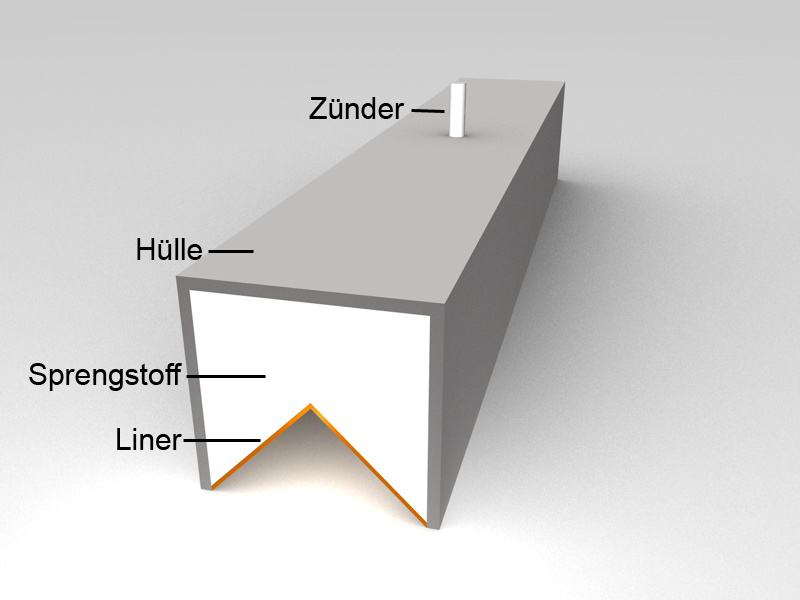
Schematischer Aufbau einer Schneidladung

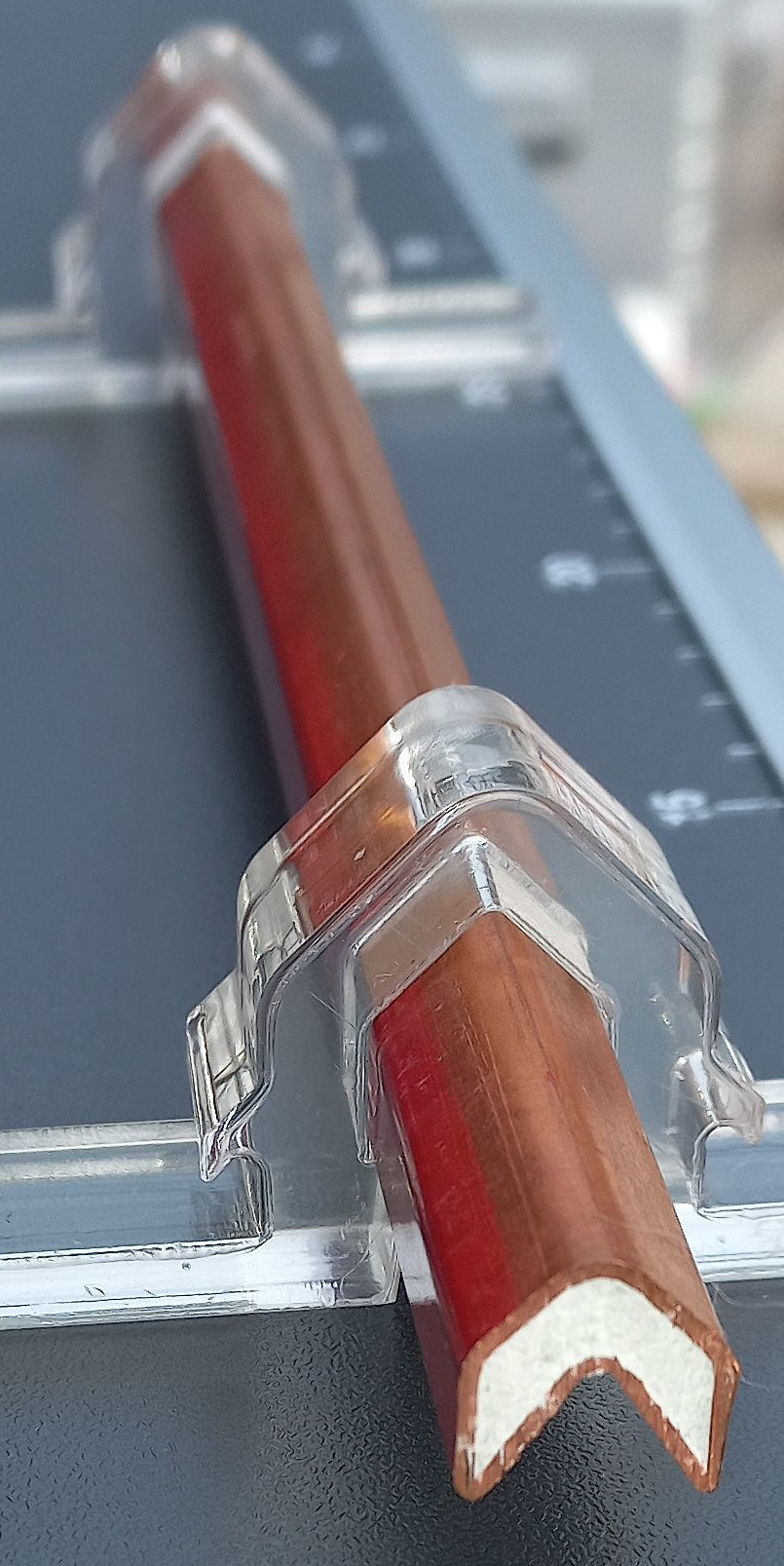

Eine Schneidladung ist eine Bauart eines Sprengsatzes mit besonders hoher und gezielt gerichteter Durchschlagskraft. Sie wird beispielsweise verwendet, um dicke Profilstahlelemente, massive Träger oder Stahlbetonteile zu durchtrennen. Eine normale Sprengladung hat aufgrund geringer Richtwirkung nicht die nötige Effektivität, da nicht genügend gerichtete Energie entwickelt wird.
Um ein bis zu 1 m dickes massives Stahl- oder Stahlbetonelement zu durchtrennen, ist zum einen eine bestimmte Detonationsgeschwindigkeit des eingesetzten Sprengstoffes erforderlich, zum anderen ist zur Erzielung der Richtwirkung ein besonderer mechanischer Aufbau der Sprenglandung nötig (ähnlich im Wirkprinzip zu einer in militärischen Bereich eingesetzten Hohlladung), mit dem die Wirkung auf eine Linie fokussiert wird.

## Aufbau
Eine Schneidladung besteht aus einem V-förmigen Metallkörper, dem „Liner“. An diesem ist auf ganzer Länge hochbrisanter Sprengstoff aufgebracht. Es existieren verschiedene Bauweisen: eine besteht beispielsweise aus zwei Metallprofilen, in deren Zwischenraum der Sprengstoff eingebracht ist.

## Wirkungsweise
Bei der Zündung der Ladung wird Energie freigesetzt. Diese verformt das Material der Ummantelung und lässt es durch die Kraft der Explosion zu einer Art Geschoss werden, welches schließlich den Stahl durchschneidet.

Das Wirkungsprinzip ähnelt dem einer Hohlladung aus dem militärischen Bereich. Der Unterschied besteht darin, dass die freigesetzte Energie nicht auf einen einzelnen sehr begrenzten Punkt konzentriert wird, sondern auf eine linienförmige, schmale Fläche. Auf diese Weise kann mit relativ geringem Material- und Arbeitsaufwand auch die solideste Stahlkonstruktion schnell gezielt geschwächt werden.

Animation der Detonation
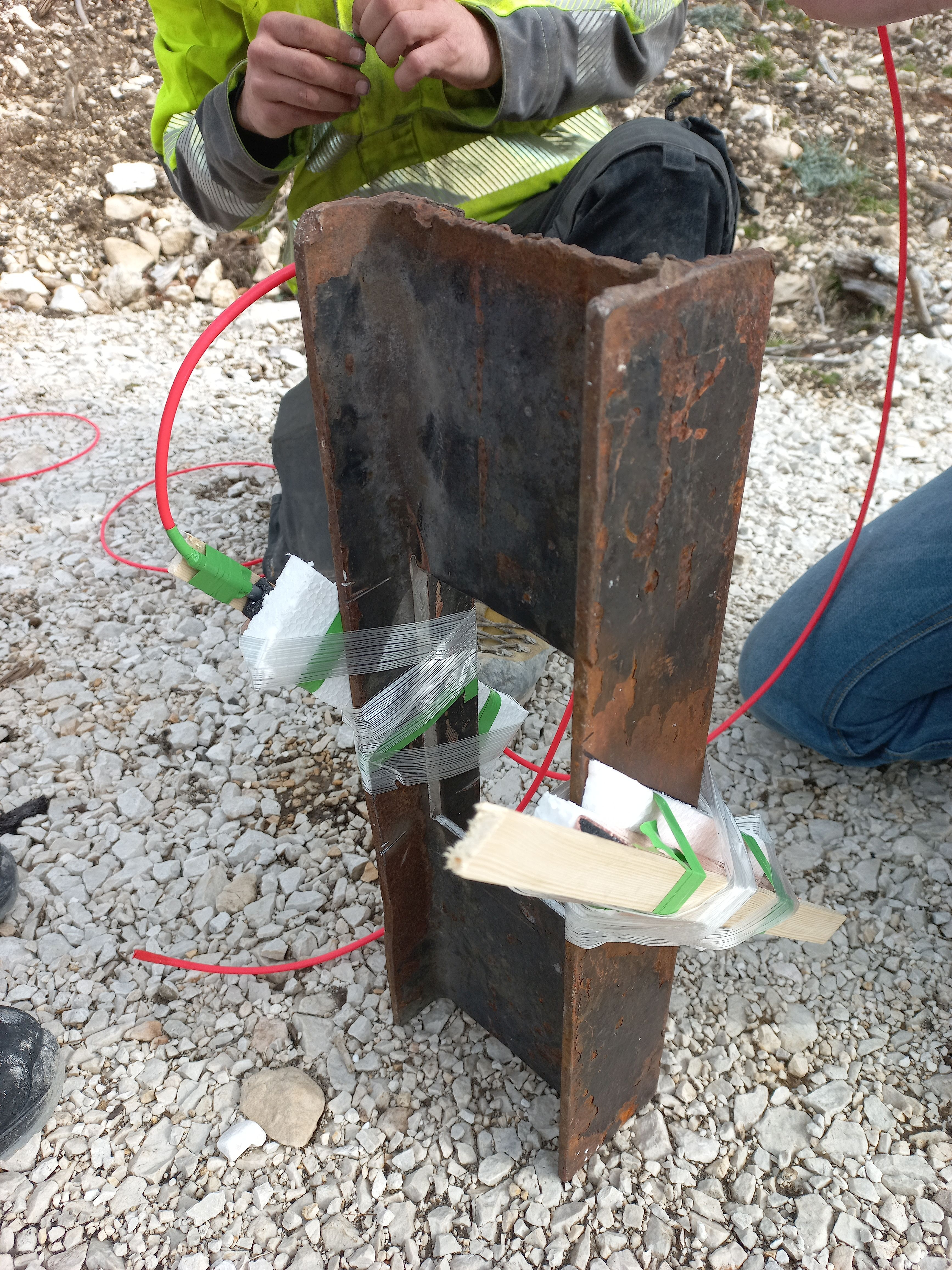
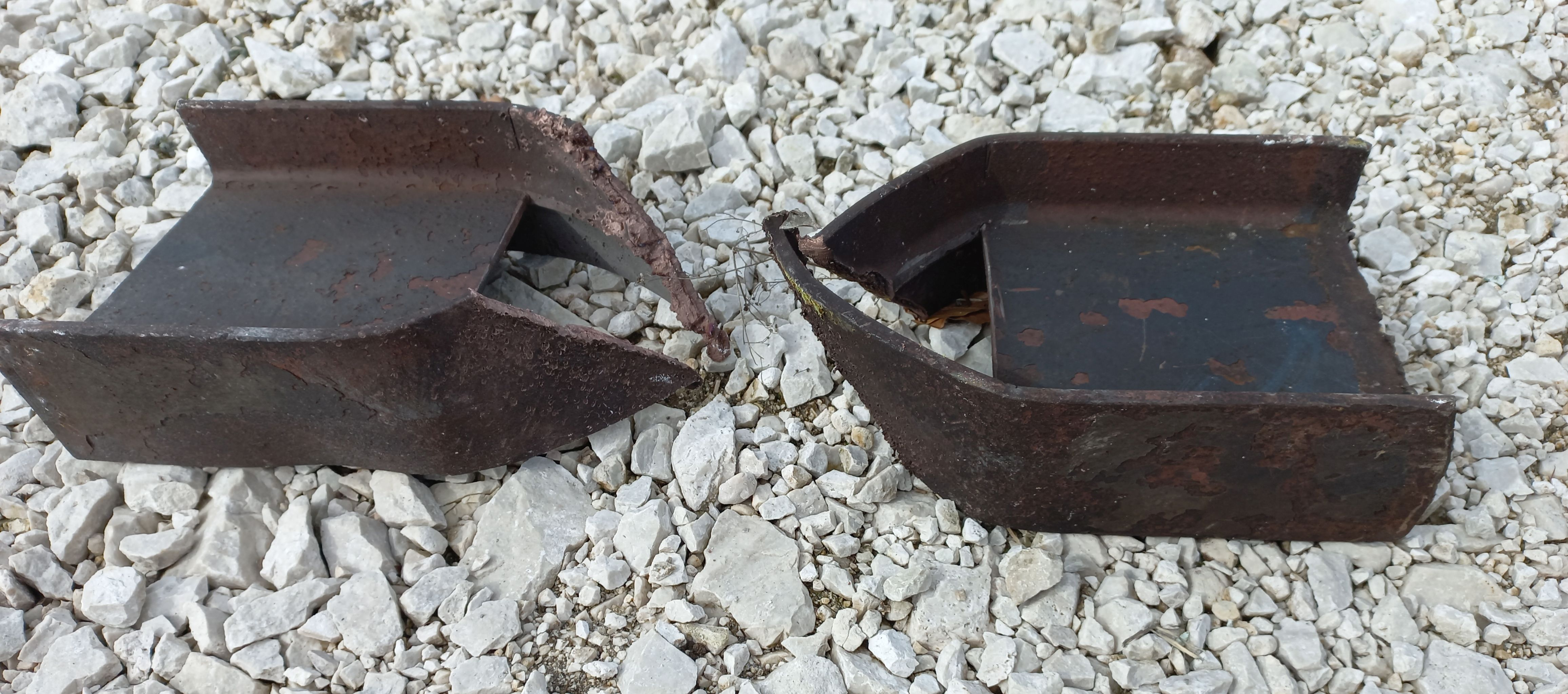

## Brückensprengungen

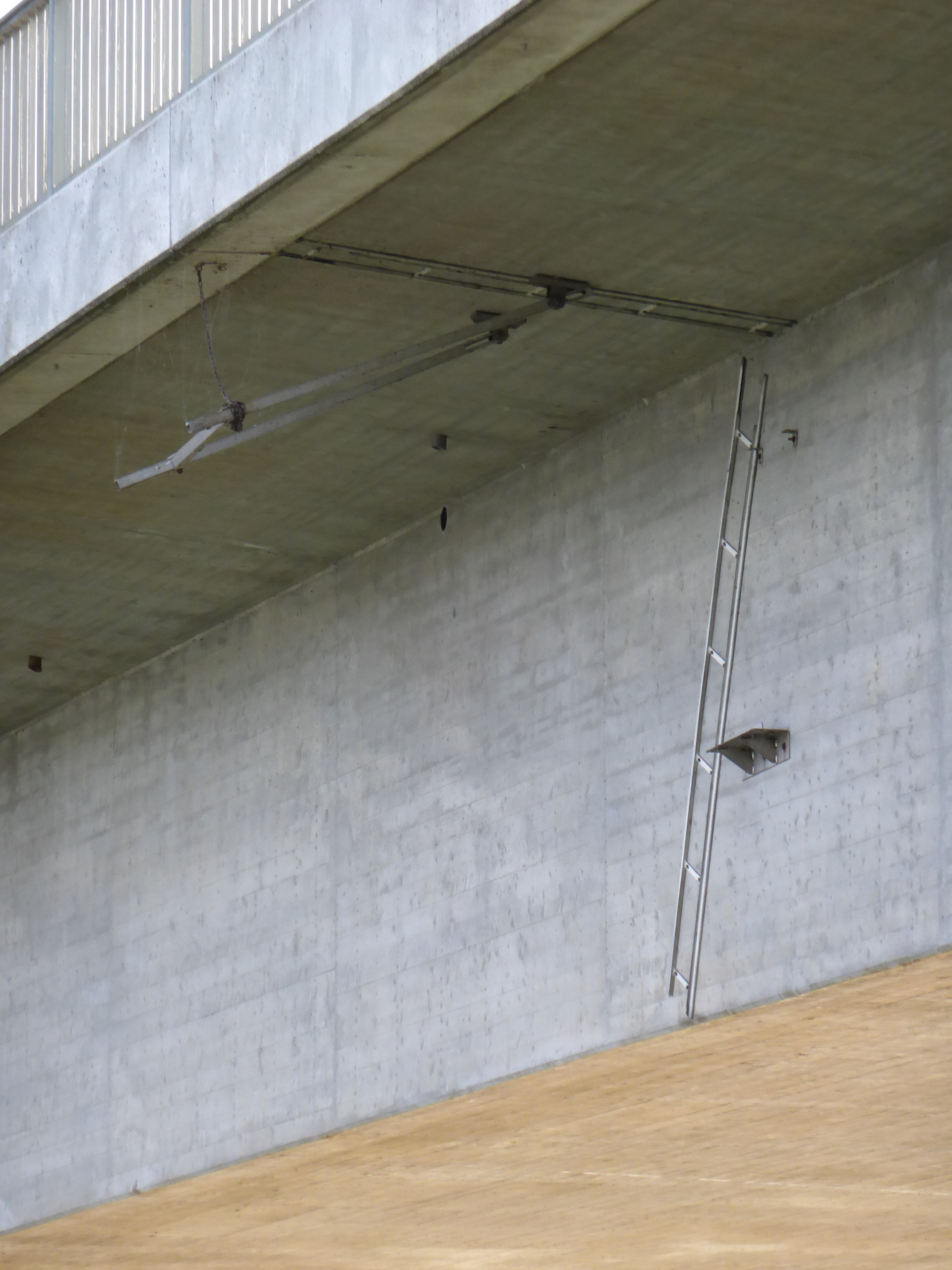
Halterungen zum Anbringen von Schneidladungen an einer Brücke über die Donau

Spezielle Varianten mit 7,5–9,0 kg pro Meter Schneidladung hochbrisantem Sprengstoff werden im militärischen Bereich für das „Durchschneiden“ von Brücken (Stahl und Stahlbeton) angewendet. Diese Schneidladungen haben eine Durchschlagskraft von bis zu 100 cm Stahlbeton. Im Gegensatz zur konventionellen Sprengung wird dabei die Brücke nicht komplett zerstört, sondern zerstört sich erst bei Belastung, beispielsweise durch die Überfahrt von Lkw oder Panzern. Der Einsatz militärischer Schneidladungen war den Pionieren vorbehalten, inzwischen haben sie auch Einzug in den Abbruch von Gebäuden, vorzugsweise Industrieanlagen, gefunden. Die bei der Bundeswehr benutzten Arten sind aus der Liste von Bundeswehrmunition ersichtlich.

## Anwendungen
- Abriss von Stahlkonstruktionen
- Abtrennung von Raketenstufen nach ihrem Ausbrennen
- Trennen unterirdischer Rohre in der Gas- und Erdölindustrie[2]

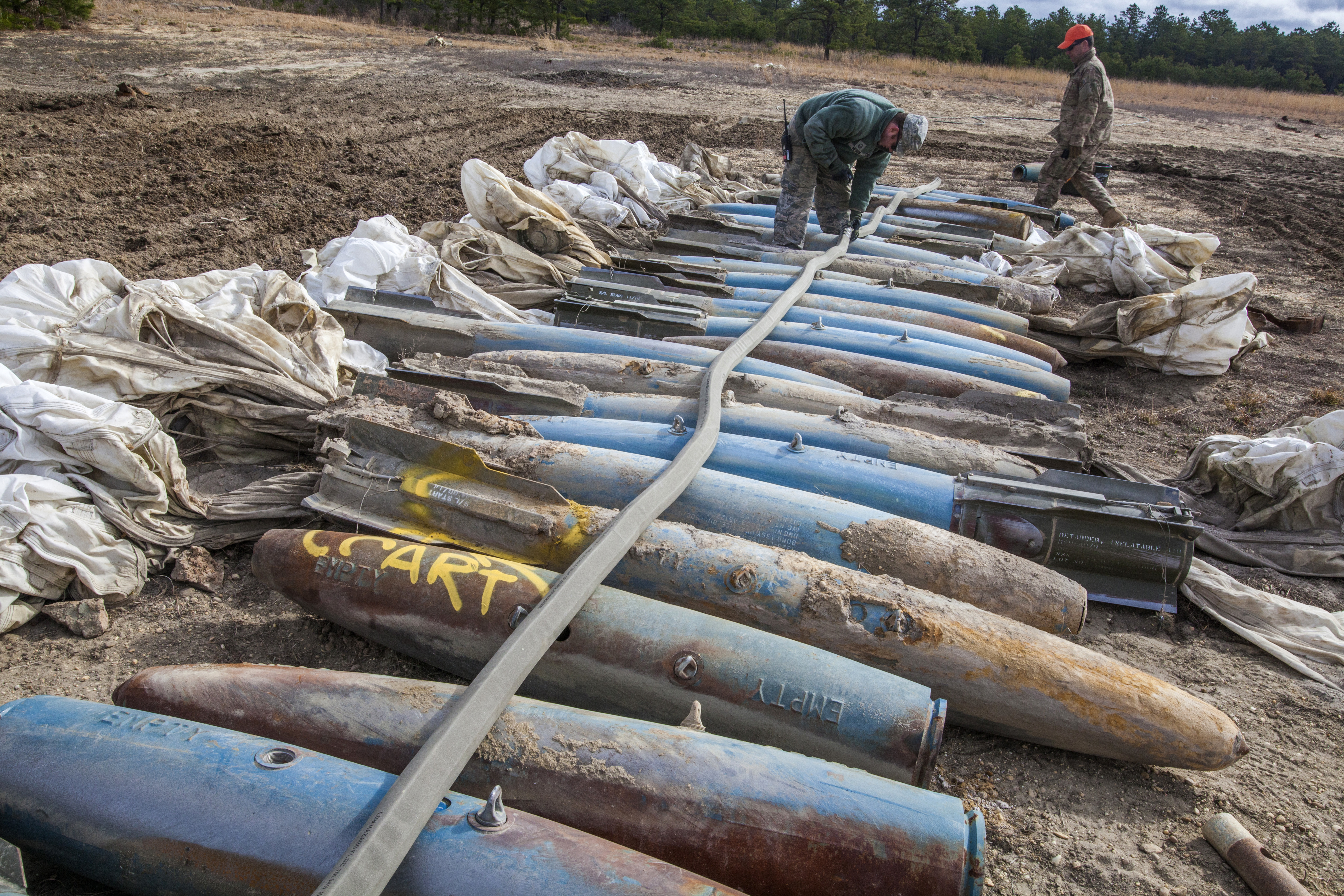
Kampfmittelbeseitigung (Übung)
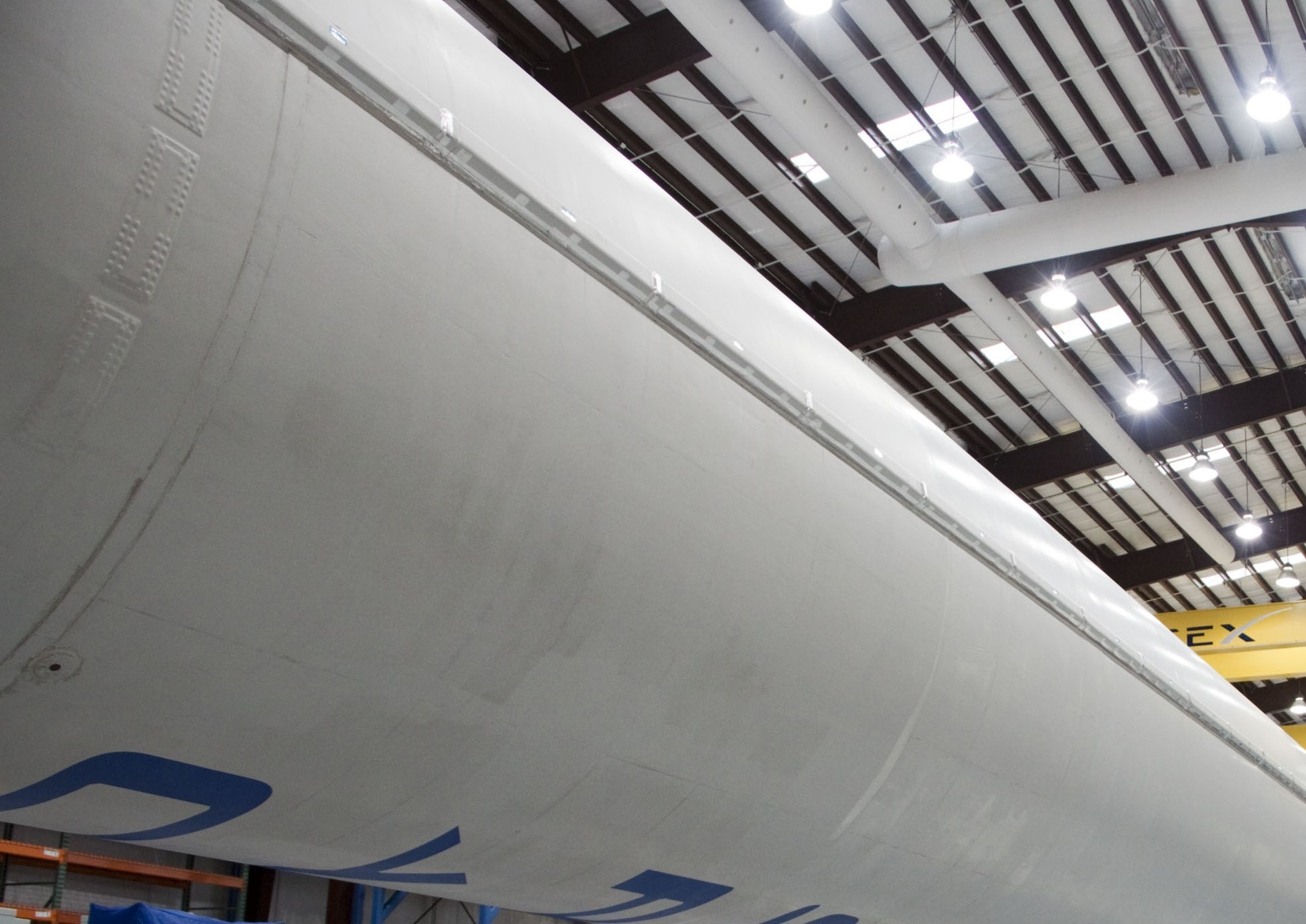
Schneidladung als Teil des Selbstzerstörungsmechanismus einer Falcon 9 v1.0

## Handelsnamen
- Blade von Royal Ordnance (nicht mehr erhältlich)
- Linear Cutter
- Semtex Razor von Explosia
- ResaFlex